# (2755) Avicenna
(2755) Avicenna – planetoida z grupy pasa głównego asteroid okrążająca Słońce w ciągu 4 lat i 296 dni w średniej odległości 2,85 j.a. Została odkryta 26 września 1973 roku w Krymskim Obserwatorium Astrofizycznym w Naucznym na Półwyspie Krymskim przez Ludmiłę Czernych. Nazwa planetoidy pochodzi od Awicenny (980-1037), perskiego filozofa i uczonego. Przed nadaniem nazwy planetoida nosiła oznaczenie tymczasowe (2755) 1973 SJ4.